# Klub zastupnika
Klub zastupnika u Hrvatskom saboru čine najmanje tri zastupnika. Svaki zastupnik može biti član samo jednog kluba, a zastupnik iz reda nacionalnih manjina može biti i član kluba stranke kojoj pripada, uz njezin pristanak. 

## Ustavno uporište o klubu zastupnika
Ustav Republike Hrvatske određuje prava Kluba zastupnika političke stranke u Hrvatskom saboru, stranke zastupljene u Saboru nazivaju se parlamentarnom strankom. Klubovi zastupnika imaju sljedeća ustavna prava:
- pravo predlaganja zakona,
- obveznog davanja prethodnog mišljenja na ustavnu ovlast predsjednika Republike o sazivanju Hrvatskog sabora na izvanredno zasjedanje,
- savjetovanje predsjednika Republike, a na prijedlog Vlade i uz supotpis predsjednika Vlade, o raspuštanju Hrvatskog sabora ako na zahtjev Vlade Hrvatski sabor Vladi izglasa nepovjerenje ili u roku od 120 dana od dana predlaganja ne donese državni proračun.

## Osnivanje kluba zastupnika
Poslovnik Hrvatskog sabora predviđa mogućnost osnivanja Kluba zastupnika uz jedan od navedenih uvjeta:
- politička stranka koja ima najmanje tri zastupnika,
- dvije ili više političkih stranaka koje imaju zajedno najmanje tri zastupnika,
- najmanje tri nezavisna zastupnika,
- zastupnici iz reda nacionalnih manjina.

Klubovi zastupnika obvezni su o svom osnivanju izvijestiti tajnika Sabora, priložiti svoja pravila rada te podatke o članovima. Tajnik Sabora osigurat će klubovima zastupnika, razmjerno broju članova kluba, prostorne i druge tehničke uvjete za rad (dvoranu za sjednice, prijepis, umnožavanje, dostavu materijala i drugo).
Klub zastupnika ima pravo zaposliti djelatnika na poslovima tajnika kluba, u pravilu iz Stručne službe Sabora. Iznimno, klub zastupnika ima pravo, na određeno vrijeme, zaposliti djelatnika na poslovima tajnika kluba izvan djelatnika Stručne službe Sabora a na teret sredstava Sabora. Klubovi zastupnika mogu zaposliti jednog, a na svakih sljedećih 15 članova kluba i više djelatnika na poslovima savjetnika, iz Stručne službe ili izvan nje, a na teret sredstava Sabora.

## Predsjednik kluba zastupnika
Predsjednik Kluba zastupnika, u pogledu prava i obveza, ima status predsjednika radnog tijela Sabora. On zastupa parlamentarnu stranku ili skupinu zastupnika u Hrvatskom saboru. 
U hrvatskoj političkoj praksi predsjednik Kluba zastupnika je jedan od najznačajnijih stranačkih, ali i parlamentarnih dužnosnika. Predsjednik Kluba odgovoran je za parlamentarni rad svojih zastupnika i koordinira aktivnost stranke u Saboru. On provodi smjernice stranke u Saboru, posebno o odlučivanju u saborskim odborima i davanja podrške pojedinim zakonima, rezolucijama, imenovanjima i razrješenjima saborskih dužnosnika i Vlade. 
Kada je stranka u oporbi, često je predsjednik stranke ujedno i predsjednik Kluba zastupnika u Saboru. Predsjednik Kluba zastupnika većinske stranke ima ulogu osigurati nazočnost zastupnika kako bi prijedlozi Vlade ili stranke dobili potrebnu saborsku većinu. 
U razvijenim europskim demokracijama predsjednik Kluba zastupnika često je po ulozi druga osoba odmah iza predsjednika stranke.

## Klub zastupnika i stranačka stega
Ustav određuje da zastupnici nemaju obvezujući mandat, što znači da ih stranke ili klubovi zastupnika ne mogu smijenjiti za glasovanje protivno volje svoje stranke.
No, u europskoj i hrvatskoj parlamentarnoj praksi protivno glasovanje zastupnika od svojeg kluba je vrlo rijetko. Klubovi zastupnika na svojim sjednicama odlučuju kako će u Saboru nastupiti i postupiti. U pravilu prethodno o tome odlučuje predsjedništvo stranke. Nakon donošenja smjernice za saborske zastupnike vrijedi stranačka stega.
U javnosti je stranačka stega na meti kritike, zastupnike se optužuje da ne zastupaju svoje glasače, nego volju svojeg stranačkog vodstva. Ta kritika je samo djelomično ispravna, jer u parlamentarnoj praksi rad parlamenta bez klubova zastupnika i stranačke stege je gotovo nezamisljiva. Organizirano i sustavno djelovanje parlamenta zamijenila bi anarhija.

## Klubovi zastupnika u Hrvatskom saboru

### Trenutni ustroj klubova zastupnika (od 2024. godine)
U Hrvatskom saboru trenutno je ustrojeno 15 klubova zastupnika. Zastupnici koji su okupljeni u klubu nacionalnih manjina ujedno mogu biti članovi drugih klubova. Klubovi zastupnika u jedanaestom sazivu Hrvatskog sabora su:
| Klub zastupnika (2024 - danas)                                     | Broj zastupnika | Predsjednik       |
| ------------------------------------------------------------------ | --------------- | ----------------- |
| Klub zastupnika HDZ-a                                              | 57              | Ante Sanader      |
| Klub zastupnika SDP-a                                              | 37              | Peđa Grbin        |
| Klub zastupnika Mosta                                              | 7               | Božo Petrov       |
| Klub zastupnika DP-a                                               | 11              | Igor Peternel     |
| Klub zastupnika Centra i Nezavisne platforme Sjevera               | 4               | Marijana Puljak   |
| Klub zastupnika HNS-a i nezavisnih zastupnika                      | 3               | Armin Hodžić      |
| Klub zastupnika HSS-a, GLAS-a i DOSIP                              | 3               | Anka Mrak Taritaš |
| Klub zastupnika HSLS-a i nezavisnog zastupnika Vladimira Bileka    | 3               | Darko Klasić      |
| Klub zastupnika SDSS-a                                             | 3               | Anja Šimpraga     |
| Klub zastupnika HS-a, PiP i nezavisnog zastupnika Josipa Jurčevića | 3               | Marijan Pavliček  |
| Klub zastupnika IDS-a, UNIJA i ISU - PIP                           | 3               | Dalibor Paus      |
| Klub zastupnika Možemo!                                            | 10              | Sandra Benčić     |
| Klub zastupnika nezavisni i Fokus                                  | 3               | Nino Raspudić     |
| Klub zastupnika Nezavisni i HSU                                    | 3               | Željko Lacković   |
| Klub zastupnika nacionalnih manjina                                | 8               | Vladimir Bilek    |

### Od 2016. do 2020.
Trinaest klubova zastupnika u devetom sazivu Hrvatskog sabora su:
| Klub zastupnika                                                                 | Broj zastupnika | Predsjednik         |
| ------------------------------------------------------------------------------- | --------------- | ------------------- |
| Klub zastupnika HDZ-a                                                           | 56              | Branko Bačić        |
| Klub zastupnika SDP-a                                                           | 36              | Arsen Bauk          |
| Klub zastupnika MOST-a                                                          | 15              | Miroslav Šimić      |
| Klub zastupnika HNS-a                                                           | 6               | Milorad Batinić     |
| Klub zastupnika Živog zida i SNAGA-e                                            | 6               | Ivan Pernar         |
| Klub zastupnika Stranke rada i solidarnosti, Reformista i nezavisnih zastupnika | 6               | Robert Jankovics    |
| Klub zastupnika HSS-a                                                           | 5               | Krešo Beljak        |
| Klub zastupnika Građansko-liberalnog saveza i HSU                               | 5               | Anka Mrak-Taritaš   |
| Klub zastupnika HDS-a, HSLS-a i HDSSB-a                                         | 4               | Branko Hrg          |
| Klub zastupnika IDS-a,PGS-a i Liste za Rijeku                                   | 4               | Giovanni Sponza     |
| Klub zastupnika Neovisni za Hrvatsku                                            | 3               | Zlatko Hasanbegović |
| Klub zastupnika SDSS-a                                                          | 3               | Boris Milošević     |
| Klub zastupnika nacionalnih manjina                                             | 8               | Vladimir Bilek      |

### Od 2015. do 2016.
Klubovi zastupnika u osmom sazivu Hrvatskog sabora (2015. – 2016.) bili su:
|                                                | Broj zastupnika | Predsjednik                    |
| ---------------------------------------------- | --------------- | ------------------------------ |
| Klub zastupnik HDZ-a                           | 50              | Ivan Šuker                     |
| Klub zastupnika SDP-a                          | 42              | Zoran Milanović                |
| Klub zastupnika MOST-a                         | 12              | Miroslav Šimić                 |
| Klub zastupnika HNS-a                          | 10              | Milorad Batinić                |
| Klub zastupnika Milan Bandić 365               | 6               | Miodrag Demo                   |
| Klub zastupnika IDS-a, PGS-a i Liste za Rijeku | 4               | Giovanni Sponza                |
| Klub zastupnika HSS-a i HDS-a                  | 3               | Branko Hrg                     |
| Klub zastupnika HSP AS                         | 3               | Ivan Tepeš                     |
| Klub zastupnika SDSS-a                         | 3               | Milorad Pupovac                |
| Klub zastupnika HSLS-a                         | 3               | Dario Hrebak                   |
| Klub zastupnika Hrvatskih laburista            | 3               | Nansi Tireli                   |
| Klub zastupnika HRID-a                         | 3               | Irena Vuksanović Petrijevčanin |
| Klub zastupnika HSU-a                          | 3               | Silvano Hrelja                 |
| Klub nezavisnih zastupnika                     | 3               | Juro Martinović                |
| Klub zastupnika nacionalnih manjina            | 6               | Šandor Juhas                   |

### Od 2011. do 2015.
U Hrvatskom saboru bilo je ustrojeno 13 klubova zastupnika. Broj klubova se u usporedbi prema konstituiranju 7. saziva iz prosinca 2011. povećao nakon što su pojedini zastupnici u međuvremenu istupili ili isključeni iz svojih stranaka. Zastupnici koji su okupljeni u klubu nacionalnih manjina ujedno mogu biti članovi drugih klubova. Klubovi zastupnika u sedmom sazivu Hrvatskog sabora su:
| Klub zastupnika                                              | Broj zastupnika | Predsjednik         |
| ------------------------------------------------------------ | --------------- | ------------------- |
| Klub zastupnika SDP-a                                        | 57              | Igor Dragovan       |
| Klub zastupnika HDZ-a                                        | 41              | Tomislav Karamarko* |
| Klub zastupnika HNS-a                                        | 12              | Milorad Batinić     |
| Klub zastupnika HDSSB-a                                      | 7               | Josip Salapić       |
| Klub nezavisnih ljevičara                                    | 5               | Branko Vukšić       |
| Klub zastupnika DC-a, Novog Vala i Narodne stranke-Refomista | 5               | Vesna Škare Ožbolt  |
| Klub zastupnika IDS-a                                        | 3               | Valter Boljunčić    |
| Klub zastupnika HSU-a                                        | 4               | Željko Šemper       |
| Klub zastupnika SDSS-a                                       | 3               | Mile Horvat         |
| Klub zastupnika Hrvatskih laburista - Stranke rada           | 3               | Dragutin Lesar      |
| Klub zastupnika nacionalnih manjina                          | 8               | Nedžad Hodžić       |
| Klub nezavisnih zastupnika                                   | 3               | Ivan Grubišić       |
| bez članstva u Klubu                                         | 1               |                     |

- Jadranka Kosor obnašala je dužnost predsjednice kluba zastupnika HDZ-a do 25. svibnja 2012.[2]

### Od 2008. do 2011.
Klubovi zastupnika u šestom sazivu Hrvatskog sabora (2008. – 2011.) bili su:
| Klub zastupnika                     | Broj zastupnika | Predsjednik           |
| ----------------------------------- | --------------- | --------------------- |
| Klub zastupnika HDZ-a               | 66              | Andrija Hebrang       |
| Klub zastupnika SDP-a               | 56              | Zoran Milanović       |
| Klub zastupnika HNS-a               | 7               | Vesna Pusić           |
| Klub zastupnika HSS-a               | 6               | Marijana Petir        |
| Klub zastupnika HDSSB-a             | 3               | Branimir Glavaš       |
| Klub zastupnika IDS-a               | 3               | Damir Kajin           |
| Klub zastupnika HSLS-a i HSU-a      | 3               | Ivan Čehok            |
| Klub zastupnika SDSS-a              | 3               | Vojislav Stanimirović |
| Klub zastupnika nacionalnih manjina | 5               |                       |
| bez članstva u Klubu                | 1               |                       |

## Klub vijećnika
Vijećnici predstavničkih tijela lokalne i područne samouprave, to jest općinsko vijeće, gradsko vijeće i županijska skupština, također mogu biti uključeni u klub vijećnika. U pravilo Klub vijećika čine najmanje tri vijećnika iste stranke, koalicije ili nezavisnih vijećnika. U Skupštini Grada Zagreba narodni predstavnici zovu se gradski zastupnici, a analogno njihova stranački klubovi nose naziv Klub gradskih zastupnika. 

## Poveznice
- Hrvatski sabor
- Politička stranka
- Popis političkih stranaka u Hrvatskoj
- Klubovi zastupnika u Europskom parlamentu

## Vanjske poveznice
- Ustav Republike Hrvatske  Arhivirana inačica izvorne stranice od 14. prosinca 2007. (Wayback Machine) (PDF)
- Poslovnik Hrvatskog sabora  Arhivirana inačica izvorne stranice od 10. lipnja 2007. (Wayback Machine)